# Ера Ћуприлића
Ера Ћуприлића је период у историји Османског царства, током којег стварну моћ Царства спроводе велики визиери породице Ћуприлић.
Почетак такозване епохе усвојен је 15. септембра 1656. године, а за његов крај 17. августа 1710. године.
На крају, више од четврт века, 6. маја 1683. године, Београд је сакупио 350.000 отоманске војске са 150.000 помоћног особља. На челу је Кара Мустафа паша, а њени вође су 8 Везири, 23 Беглербеги, 11 Санџакбеги. Леополд I, цар Светог римског царства, учећи крајњи циљ марша најмоћније отоманске војске у историји, напустио је вечер 8. јула 1683, тајно са својом породицом, Беч. Турски страх поново обухвата целу Европу након дугог рата. Ова мобилизација и иницијатива је омогућена руководством великих визиера из породице Ћуприлић.
Ово је последњи период стабилизације и процвата Отоманског царства. Након прутског марша Петра Великог и бекства Димитрија Кантемира у Русији почео је постепени пад обележен као период лала. У то време почело је управљање фанариотима у Влашкој и Молдавији.
Бугарски роман Време раздвојено, са филмом снимљеним по њему, представља управо ово доба.